# Los Cedros, Durango
Los Cedros är en ort i Mexiko.   Den ligger i kommunen Pueblo Nuevo och delstaten Durango, i den centrala delen av landet, 800 km nordväst om huvudstaden Mexico City. Los Cedros ligger 1 280 meter över havet och antalet invånare är 107.
Terrängen runt Los Cedros är bergig åt nordost, men åt sydväst är den kuperad. Terrängen runt Los Cedros sluttar söderut. Runt Los Cedros är det mycket glesbefolkat, med 6 invånare per kvadratkilometer. Närmaste större samhälle är Mesa de San Pedro, 3,5 km söder om Los Cedros. I omgivningarna runt Los Cedros växer huvudsakligen savannskog.